# Майна світлочерева
Ма́йна світлочерева (Acridotheres cinereus) — вид горобцеподібних птахів родини шпакових (Sturnidae). Початково був ендеміком Індонезії, однак наразі цей вид інтродукований в інших країнах світу.

## Опис
Довжина птаха становить 25 см. Лоб вугільно-чорні, тім'я чорне, блискуче, щоки тьмяно-чорні, задня частина шиї і верхня частина тіла сірі, надхвістя дещо світліше, деякі пера на ньому мають білі стрижні. Крила темно-коричневі, першорядні покривні пера крил і основи першорядних махових пер білі, що формує на крилах білу пляму. Хвіст коричнювато-чорний, зовнішні опахала стернових пер на остранній третині білі, внутрішні опахала мають вузькі білі краї. Підборіддя і горло попелясто-сірі, груди світліші, охристо-сірі, живіт білий. Очі лимонно-жовті або оранжево-карі, дзьоб жовтий, знизу біля основи сизуватий, лапи жовті. Пера над дзьобом направлені догори, формуючи чуб. Виду не притаманний статевий диморфізм.

## Поширення і екологія
Світлочереві майни раніше мешкали лише на півдні острова Сулавесі, однак були також інтродуковані в Сінгапурі і на Калімантані, зокрема в місті Кучинг. Вони живуть на луках і полях, в чагарникових заростях, а також в містах. Зустрічаються переважно в низовинах, на висоті до 1500 м над рівнем моря. Часто утворюють великі зграї. Живляться плодами і комахами.

## Збереження
МСОП класифікує цей вид як вразливий. Популяція світлочеревих майн становить від 2500 до 10000 дорослих птахів. Їм загрожує вилов з метою продажу на пташиних ринках.